# Square Louise-Michel (Marseille)
Pour les articles homonymes, voir Square Louise-Michel.
Le square Louise-Michel est une voie publique du 1er arrondissement de Marseille.

## Situation et accès
Il est situé dans le quartier Belsunce au carrefour de plusieurs voies : la rue de la Fare, la rue Longue-des-Capucins, la rue Francis de Pressensé et de la rue des Petites Maries, axe touristique reliant la gare Saint-Charles aux quartiers du Vieux-Port.

## Origine du nom
La voie rend hommage à Louise Michel, héroïne de la Commune, morte à proximité dans un hôtel du Boulevard Dugommier.

## Historique
Le quartier Belsunce, édifié lors de l’agrandissement de Marseille par Louis XIV, est principalement habité depuis les trente glorieuses par des travailleurs originaires du Maghreb. Le vide laissé par les bombardements américains entre les rues de la Fare, Longue des Capucins et Petites Maries, rare espace ensoleillé dans un secteur très dense, devient pour ses habitants un espace public de fait.
Place non officielle sur les ruines laissées par les bombardements américains de mai 1944, l'espace du futur square demeure longtemps sans dénomination précise. Elle est parfois appelée place des Chibanis car c’est là que se rencontrent les vieux travailleurs immigrés de Belsunce. Dans les projets des aménageurs il est question de la place Fare-petites Maries, d'après sa localisation géographique.
En 2009 la Ville de Marseille lance le Projet Grand Centre Ville, opération de requalification du patrimoine bâti ancien. Sur les parcelles occupées par la place des Chibanis il prévoit la reconstruction d’un immeuble d’habitation. Les associations du quartier s’y opposent et réclament un référendum. Un « sondage de proximité » est réalisé en décembre 2012 par la Soleam, opérateur du projet. L’écrasante majorité des réponses est en faveur d’un aménagement de la place sans reconstruction d’immeuble. C‘est cette option qui est par la suite retenue par la Ville.
Au début des années 2010 un collectif d’habitants, militant pour l’entretien et l’aménagement de la place, porté par le CIQ et l’association des commerçants, prend l'initiative de lui donner le nom de « place Louise Michel ». Lors d'une commémoration de la mort de Louise Michel organisée par l’association des Amis de la Commune de 1871 ils apposent une plaque de rue fabriquée par leurs soins sur un mur de la place. Ce nom officieux entre dans l'usage, la plaque est maintenue jusqu'au moment des travaux d’aménagement du square. En juin 2018, à la fin des travaux, le conseil des 1er et 7e arrondissement puis le conseil municipal en mairie centrale officialisent le choix de l'odonyme et attribuent à la place le nom de « Square Louise Michel ».
À maintes reprises les commerçants et les associations de Belsunce alertent la mairie à propos du manque d’entretien et de  l’insalubrité de la place. Ils envisagent de réaliser des travaux avec leurs propres moyens, collectent des matériaux et des fonds,. En novembre 2014 un aménagement temporaire est réalisé au cours d’un chantier participatif. Les travaux sont conduits et animés par le Collectif Etc et le Bureau de l’Envers, associations d’architectes impliqués dans l’expérimentation de nouvelles formes de participation des usagers aux projets d’aménagement,. Arguant du fait que le chantier officiel est programmé la mairie s’oppose à cette initiative qu'elle qualifie de « privée », puis après négociations donne son autorisation.
Les travaux de requalification de la place dans le cadre du Projet Grand Centre Ville sont d'abord annoncés pour 2015, et leur livraison pour début 2016. En octobre 2016  les commerçants lassés d’attendre demandent à nouveau à la Ville de pouvoir réaliser des micro-aménagements aux abords de la place entourée de barrières et où les installations du chantier participatif ont disparu. Ils soulignent que pour les commerçants la situation d’insalubrité du pourtour de la place Louise Michel « engendre un manque à gagner... la perte de clients pour certains hôtels qui ont grandement investi dans des rénovation afin d’attirer des touristes ». Finalement les travaux débutent fin 2016 et se terminent en août 2018.
Les 13 octobre et 14 octobre 2018 l’inauguration de la place donne lieu à un week-end de festivités avec les habitants et les associations du quartier célébrant le succès d’une « mobilisation citoyenne » qui a permis de préserver et rénover un espace public. Le projet participatif Elles disent mis en scène par Sarah Champion-Schreibera été créé à l’occasion de cette inauguration officielle. La pièce interroge la place des femmes dans l’histoire autant que dans l’espace public. Le dimanche 14 la maire des 1er et 7e arrondissements inaugure officiellement les lieux et pose la nouvelle plaque du « square Louise Michel ». Comme le souligne le site d’information locale Marsactu : « Ce n’est pas tous les jours qu’une élue de droite inaugure une place qui porte le nom d’une communarde ».

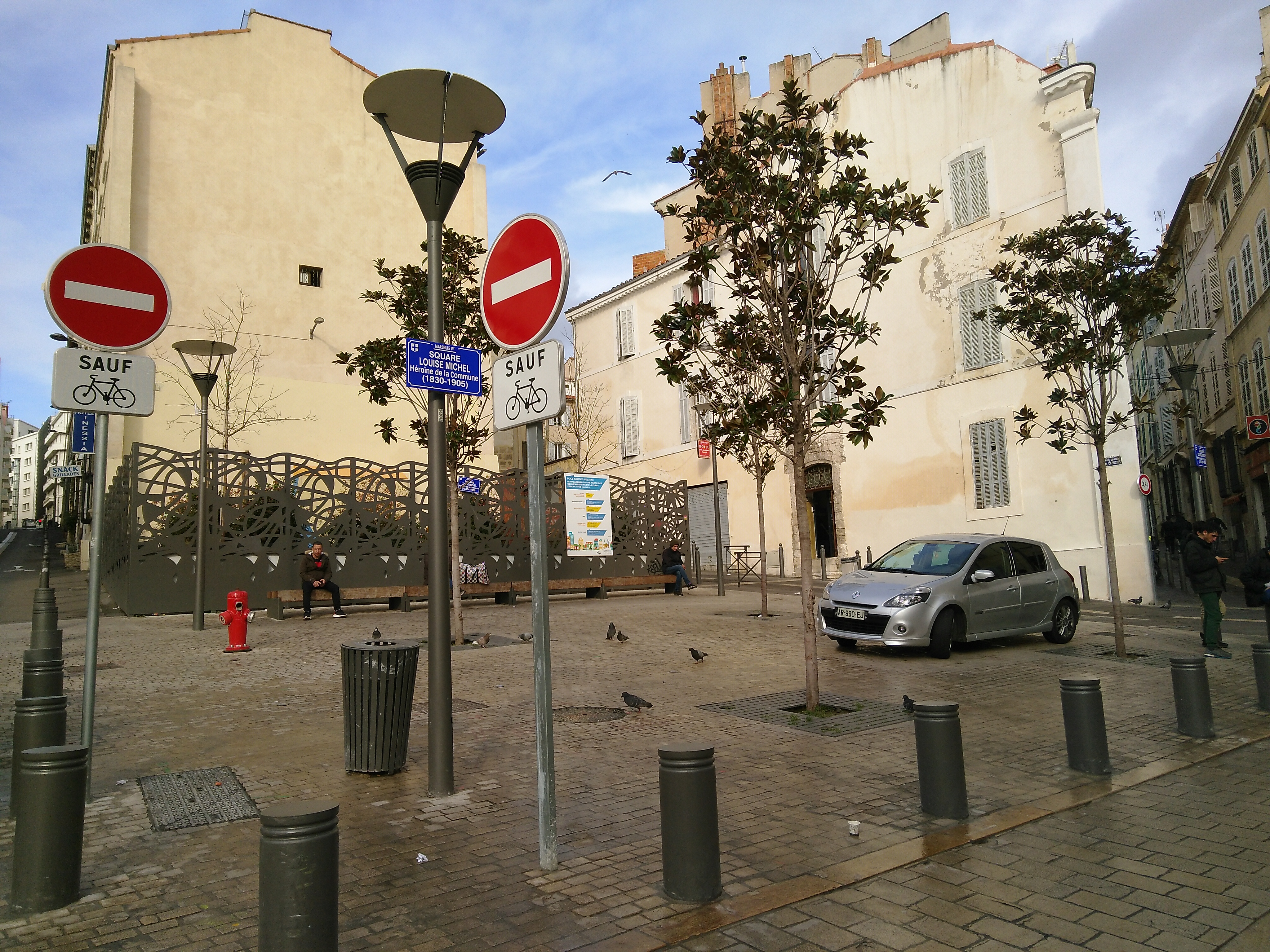
Le square Louise Michel le 1er février 2020